# Лейкмор (Іллінойс)
Лейкмор (англ. Lakemoor) — селище (англ. village) в США, в округах Лейк і Макгенрі штату Іллінойс. Населення — 6182 особи (2020).

## Географія
Лейкмор розташований за координатами 42°20′23″ пн. ш. 88°12′10″ зх. д. / 42.33972° пн. ш. 88.20278° зх. д. (42.339827, -88.202731).  За даними Бюро перепису населення США в 2010 році селище мало площу 13,60 км², з яких 12,97 км² — суходіл та 0,63 км² — водойми.

## Демографія
Згідно з переписом 2010 року, у селищі мешкало 6017 осіб у 2273 домогосподарствах у складі 1512 родин. Густота населення становила 442 особи/км².  Було 2512 помешкання (185/км²).
Расовий склад населення:
| - 87,6 % — білих - 3,3 % — азіатів - 2,0 % — чорних або афроамериканців - 0,3 % — корінних американців - 5,0 % — осіб інших рас |

До двох чи більше рас належало 1,8 %. Частка іспаномовних становила 13,1 % від усіх жителів.
За віковим діапазоном населення розподілялося таким чином: 26,7 % — особи молодші 18 років, 67,6 % — особи у віці 18—64 років, 5,7 % — особи у віці 65 років та старші. Медіана віку мешканця становила 32,0 року. На 100 осіб жіночої статі у селищі припадало 99,0 чоловіків;  на 100 жінок у віці від 18 років та старших — 98,0 чоловіків також старших 18 років.
Середній дохід на одне домашнє господарство  становив 88 923 долари США (медіана — 78 186), а середній дохід на одну сім'ю — 100 484 долари (медіана — 90 110). Медіана доходів становила 60 431 долар для чоловіків та 46 343 долари для жінок. За межею бідності перебувало 6,1 % осіб, у тому числі 6,4 % дітей у віці до 18 років та 3,7 % осіб у віці 65 років та старших.
Цивільне працевлаштоване населення становило 3458 осіб. Основні галузі зайнятості: освіта, охорона здоров'я та соціальна допомога — 19,3 %, виробництво — 16,4 %, роздрібна торгівля — 13,6 %, науковці, спеціалісти, менеджери — 11,9 %.